# آتشفشان کرافلا
آتشفشان کرافلا (به لاتین: Krafla) یک کوه و آتشفشان در ایسلند است که در Skútustaðahreppur واقع شده‌است. آتشفشان کرافلا ۶۵۰ متر بالاتر از سطح دریا واقع شده‌است.